# Le Remorqueur
Le Remorqueur est une huile sur toile peinte en 1920, 12 rue de la station à Vernon (27) par Fernand Léger et achetée en 1928 à l'artiste par le musée de Grenoble où elle est exposée.

## Contexte historique et personnel
Le peintre cubiste Fernand Léger est impressionné par les expositions universelles régulières du début du vingtième siècle : comme Marcel Duchamp, il est inspiré par les machines de la quatrième exposition de la locomotion aérienne, qui a lieu à Paris juste avant la première guerre mondiale.
En décembre 1919, Fernand Léger écrit à son marchand, Daniel Kahnweiler : « Je me suis servi beaucoup, ces deux années, d'éléments mécaniques dans mes tableaux. J'y trouve un élément de variété et d'intensité, la vie moderne est pleine d'événements pour nous, il faut savoir les utiliser. » La peinture Le Remorqueur est créée la même année que Les Disques dans la ville, une autre œuvre du même peintre aujourd'hui conservée au musée national d'Art moderne, et Le pont du remorqueur.

## Analyse de l'oeuvre

### Description
Fernand Léger utilise une abstraction d'aplats colorés et de formes géométriques emboîtés les unes dans les autres afin de représenter un remorqueur. Trois hommes paraissent sur l'image : petits et peints en niveaux de gris, ils se fondent dans le navire et son environnement. L'un d'entre eux, accompagné de son chien, est dessiné à partir de formes tubulaires. La composition est à la fois verticale et horizontale et aucune hiérarchie ne s'y distingue : il s'agit d'une vision fragmentée et colorée du monde qui cherche à symboliser la modernité et le progrès technique.
Comme souvent dans l'oeuvre de Fernand Léger, les paysages industriels se traduisent en formes cubiques, cylindriques ou tubulaires de couleurs vives, s'accordant avec les principes du futurisme sans partager son extravagance. La toile Le Remorqueur est une illustration de sa volonté d'utiliser la machine comme support d'art potentiel. Sans être futuriste, l'œuvre ne relève pas non plus du cubisme : elle représente un sujet narratif, garde une troisième dimension et la couleur y revêt une véritable importance.

### Volonté de l'auteur
En peignant Le Remorqueur, Léger répond à la monotonie du travail ouvrier par une tentative de sublimer la réalité urbaine et industrielle. Dans la peinture, l'homme moderne se fond dans son paysage industriel, image de la symbiose parfaite entre l'homme et les beaux objets qu'il fabrique en série. Léger prend en modèle les affiches publicitaires très colorées pour « donner du bonheur aux hommes en rendant visibles les beautés du monde moderne », jouant sur le contraste entre les couleurs vives et les formes géométriques très rigoureuse.

## Postérité de l'oeuvre

### Accueil populaire
Malgré la volonté de Fernand Léger de dédier sa peinture au Peuple, son œuvre ne trouve pas d'écho dans le milieu ouvrier et Léger ne sera jamais considéré comme un peintre « populaire ».

### Accueil critique
Les critiques d'art hostiles à l'avant-garde futuriste qualifient Léger de « tubiste » en raison des formes utilisées : majoritairement circulaires, elles s'imbriquent les unes dans les autres.